# Station Sopot Wyścigi
Station Sopot Wyścigi is een spoorwegstation in de Poolse plaats Sopot.